# Hayama (Kanagawa)
Hayama (葉山町 Hayama-machi?) es un pueblo en la prefectura de Kanagawa, Japón, localizado en el centro-este de la isla de Honshū, en la región de Kantō. Tenía una población estimada de 31 546 habitantes el 1 de septiembre de 2020 y una densidad de población de 1851 personas por km². Desde 1894 la familia imperial japonesa ha mantenido una residencia junto al mar en Hayama, la villa imperial de Hayama.

## Geografía
Hayama está localizado en el extremo norte de la península de Miura, frente a la bahía de Sagami en el océano Pacífico, limitando al norte con la ciudad de Zushi y al este y sur con Yokosuka.

## Historia
Durante el período Edo, toda la parte oriental de la provincia de Sagami era territorio bajo control directo del shogunato Tokugawa y administrado por varios hatamoto. Durante la reforma catastral de principios del período Meiji en 1889, el área se reorganizó en la villa de Hayama mediante la fusión de seis aldeas. Fue elevado al estado de la pueblo en 1925..

## Demografía
Según los datos del censo japonés, la población de Hayama ha aumentado constantemente en los últimos 70 años.
| Gráfica de evolución demográfica de Hayama entre 1940 y 2015 |
|                                                              |
| Oficina de Estadística de Japón                              |

## Ciudades hermanas
- - Kusatsu, Gunma, desde 1969;
- - Holdfast Bay, Australia Meridional, desde 1997.[10]